# Přenosný program
Přenosný program (ang. portable application nebo portable app) je počítačový program (software), který lze spustit z přenosného zařízení, např. USB flash disku, CD nebo paměťové karty. Přenosný program je obvykle navržen tak, aby svou konfiguraci a data ukládal na přenosné zařízení, a ne na systémový disk.
Protože se programy přenáší mezi různými počítači, hrozí zavirování apod.
Přenosné programy nejsou přenositelné programy, kdy lze zdrojový kód programu kompilovat pro různé platformy.

## Vlastnosti
Po přenosných programech se obvykle požaduje, aby:
1. Nebyla nutná žádná formální instalace na pevný disk a mohl být uložen na přenosné zařízení. To dovoluje jeho využívání na více počítačích.
2. Konfigurace (a data) se ukládala (a přenášela) s programem. Pokud se používají pro uložení registry, konfigurace aplikace není přenosná a musí být nastavena na každém počítači samostatně.
3. Zanechávala nulový (nebo skoro nulový) otisk na počítači, na kterém běžela. Všechny dočasné soubory a registry jsou smazány poté, co program skončí. Soubory vytvořené uživatelem se uloží na přenosné médium k aplikaci.

## Typy aplikací
- Firefox
- Thunderbird
- Miranda NG
- LibreOffice
- GIMP